# Уваровка (Владимирская область)
Уваровка — деревня в Ковровском районе Владимирской области России, входит в состав Ивановского сельского поселения.

## География
Деревня расположена в 24 км на юг от центра поселения села Иваново и в 49 км на юг от Коврова, остановочный пункт 67 км на ж/д линии Ковров — Муром.

## История
В конце XIX — начале XX века деревня входила в состав Больше-Григоровской волости Судогодского уезда, с 1926 года — в составе Вязниковского уезда. В 1859 году в деревне числилось 37 дворов, в 1926 году — 96 дворов.
С 1929 года деревня являлась центром Уваровского сельсовета Вязниковского района, с 1935 года — в составе Ключиковского сельсовета Никологорского района, с 1963 года — в составе Ковровского района, с 1972 года — в составе Шевинского сельсовета, с 2005 года — в составе Ивановского сельского поселения. 

## Население
| 1859 | 1926 | 2002 | 2010 | 2021 |
| ---- | ---- | ---- | ---- | ---- |
| 276  | ↗449 | ↘165 | ↘94  | ↘84  |